# Palais de justice de Toulouse
Le palais de justice de Toulouse se situe à Toulouse en France entre la place du Salin et les allées Jules-Guesde. Il est constitué d'un ensemble de bâtiments construits entre 1492 et 2008. Une partie de la cour d'appel est classée monument historique le 8 septembre 1999 ; la partie non classée de la cour d'appel ainsi que la cour d'assise et le tribunal de grande instance sont inscrits en 1994.

## Présentation
Le palais de justice de Toulouse regroupe au sein de ses différents bâtiments le tribunal judiciaire de Toulouse, la cour d'assises de la Haute-Garonne, la cour d'appel de Toulouse, le tribunal pour enfants de Toulouse.

## Historique
L'extension contemporaine du palais de justice, réalisée par l'architecte Pascal Prunet, est achevée en 2008.